# Oelsnitz (Vogtland)
Oelsnitz é um município da Alemanha, situado no distrito de Vogtlandkreis, no estado da Saxônia. Tem 53,67 km² de área, e sua população em 2019 foi estimada em 10.143 habitantes.